# Asimina bethanyensis
Asimina bethanyensis är en kirimojaväxtart som beskrevs av Delaney. Asimina bethanyensis ingår i släktet Asimina och familjen kirimojaväxter. Inga underarter finns listade i Catalogue of Life.